# (9376) Thionville
(9376) Thionville ist ein Asteroid des Hauptgürtels, der am 20. Juli 1993 vom belgischen Astronomen Eric Walter Elst am La-Silla-Observatorium (IAU-Code 809) der Europäischen Südsternwarte in Chile entdeckt wurde.
Der Asteroid wurde nach der an der Mosel gelegenen Stadt Thionville benannt, die inmitten eines von der Schwerindustrie, vor allem des Abbaus von Eisenerz, dominierten Gebiets liegt.